# Karsten Froberg
Karsten Froberg (født 13. marts 1943) er en tidligere dansk atlet. Han var medlem af Odense GF og Freja Odense og Attila Nykøbing F.
Froberg er uddannet folkeskolelærer fra Vordingborg Seminarium 1966 og Exam.scient i idræt fra Odense Universitet 1972. Han har siden 1984 været lektor på Odense Universitets (efter 1998 Syddansk Universitets) Institut for Idræt og Biomekanik.

## Danske mesterskaber
- Bronze 1970 Spydkast 66,20

## Personlige rekorder
- Længdespring: 6,71 5. august 1970
- Kuglestød: 10,98 15. juni 1978
- Diskoskast: 40,03 7. juli 1971
- Spydkast: 71,59 16. juni 1974
- Femkamp: 3107 point 1967 Serieresultater: 6,37 – 56,24 – 24,3 – 27,71 – 4,38,0.
- Tikamp: 6193 point 3-4. oktober 1970